# Solberget
Solberget är en ort i Gällivare kommun, Norrbottens län. Vid folkräkningen 1890 hade orten åtta invånare och i augusti 2016 fanns det enligt Ratsit två personer över 16 år registrerade med Solberget som adress.